# Cyclea pendulina
Cyclea pendulina är en tvåhjärtbladig växtart som beskrevs av John Miers. Cyclea pendulina ingår i släktet Cyclea och familjen Menispermaceae. Inga underarter finns listade i Catalogue of Life.